# Namkhana
Namkhana (en Bengali: নামখানা) est une ville à l’extrême sud du Bengale occidental (Inde). Située à 80 km de Calcutta, et sans être en bord de mer, elle est la dernière agglomération du district de South 24 Parganas que l’on puisse atteindre par la route ou le train, sans traverser un bras de mer. La ville est ainsi devenue un important port d’où partent les bacs qui rejoignent d’autres iles du delta du Gange.

## Population
L’ensemble du bloc de développement de Namkhana, plus large que la ville même, compte une population de 160 000 habitants : 82 000 de sexe masculin et 78 000 de sexe féminin. Le taux d’alphabétisation y est élevé et supérieur à la moyenne nationale : 78,4 %. Le bloc de Namkhana est divisé en sections (ou panchayat) : Budgakhali, Fraserganj, Haripur, Mousuni, Namkhana, Narayanpur and Shibrampur.

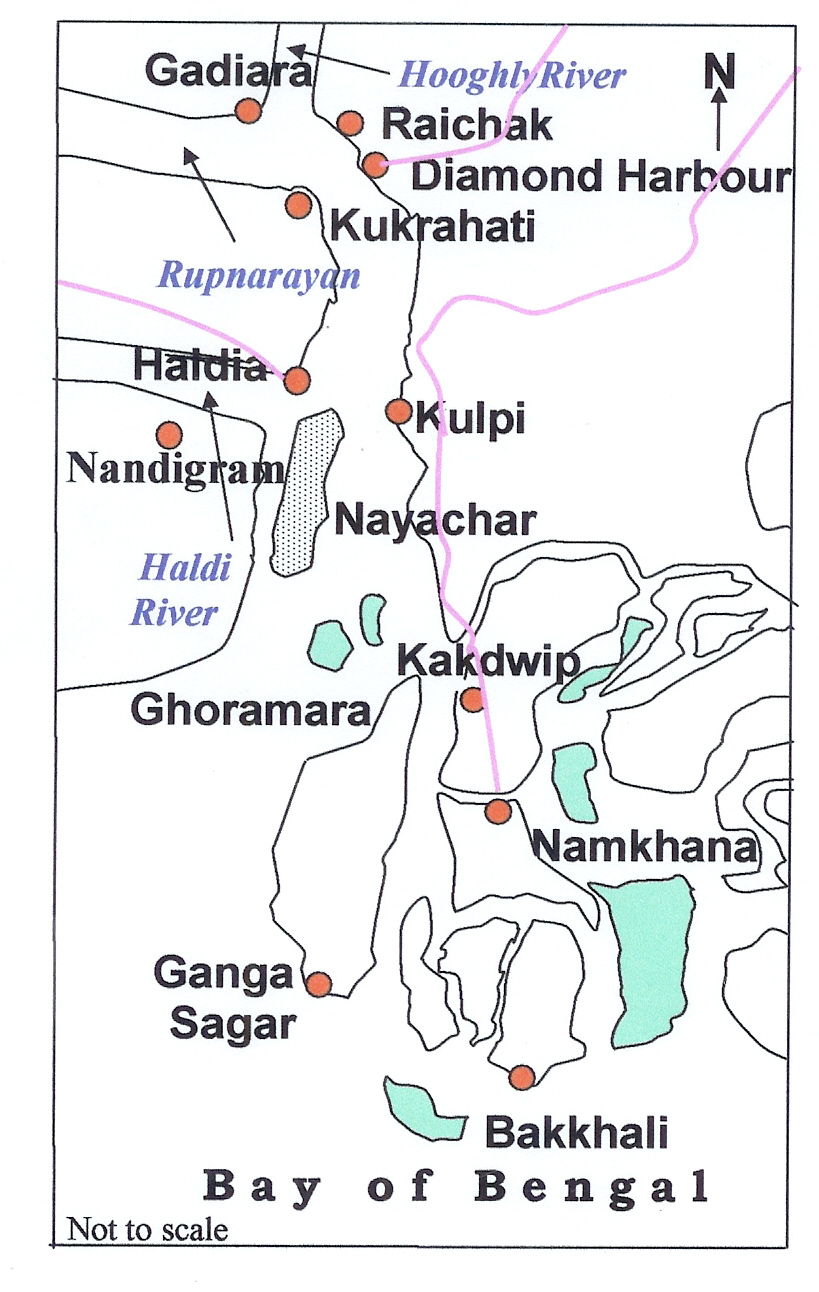
Carte détaillée de la région de Namkhana

## Communications
Une route nationale (NH 117) relie Namkhana à Calcutta (80 km), via Kakdwip et Diamond-Harbour. Récemment la ligne de chemin de fer Sealdah (Calcutta) - Lakshmikantapur fut prolongée en 2006 pour atteindre Namkhana (gare terminus) que l’on peut aujourd’hui rejoindre en train : 109 km.
Un bac à l’extrémité de la route (NH 117) permet de traverser la bras de mer Hatanie-Doania’ pour continuer sur la route qui va jusque Bakkhali, passant par Fraserganj. Bakkhali est une nouvelle station balnéaire attirant de nombreux touristes locaux et villégiateurs.